# Hank Steinbrecher Cup
L'Hank Steinbrecher Cup è un torneo calcistico dilettantistico statunitense che si disputa annualmente nel mese di giugno ed a cui partecipano, oltre ai campioni in carica, le squadre vincitrici delle più importanti leghe dilettantistiche americane, ossia la National Premier Soccer League, l'USL League Two e l'USASA National Amateur Cup. Il trofeo prende nome da Hank Steinbrecher, ex segretario generale della U.S. Soccer Federation nonché membro della Hall of Fame del calcio statunitense.
Il vincitore del torneo viene riconosciuto ufficialmente dall'USASA, la federazione che supervisiona il calcio dilettantistico nel Paese, come Campione Nazionale Dilettanti.

## Storia
Il torneo fu disputato per la prima volta nel 2013, e vide la Carolina Dynamo come prima società vincitrice della manifestazione.
Nel 2018, i Michigan Bucks furono il primo club a vincere il trofeo per edizioni consecutive, diventate poi tre in seguito al successo arrivato l'anno successivo.
Nel 2020 la manifestazione è stata cancellata a causa della pandemia di coronavirus.

## Albo d'oro
| Anno | Vincitore                                                 | Risultato                                                 | Finalista                                                 | Terzo posto                                               | Risultato                                                 | Quarto posto                                              |
| ---- | --------------------------------------------------------- | --------------------------------------------------------- | --------------------------------------------------------- | --------------------------------------------------------- | --------------------------------------------------------- | --------------------------------------------------------- |
| 2013 | Carolina Dynamo                                           | 1-1 (3-2 dcr)                                             | Lehigh Valley United Sonic                                | Croatian Eagles                                           | 3-1                                                       | Battery Park Gunners                                      |
| 2014 | RWB Adria                                                 | 1-0                                                       | Sonoma County Sol                                         | North Texas Rayados                                       |                                                           | Ocean City Nor'easters                                    |
| 2015 | Chattanooga FC                                            | 3-0                                                       | Michigan Bucks                                            | Maryland Bays                                             |                                                           | NY Greek Americans                                        |
| 2016 | Chicago Fire U23                                          | 2-1                                                       | Chattanooga FC                                            | Quinto Elemento                                           |                                                           | West Chester United                                       |
| 2017 | Michigan Bucks                                            | 3-0                                                       | AFC Cleveland                                             | Chicago United                                            | 4-0                                                       | Baltimore Christos                                        |
| 2018 | Michigan Bucks                                            | 2-0                                                       | Charlotte Eagles                                          | Lansdowne Bhoys                                           | 2-1                                                       | Elm City Express                                          |
| 2019 | Flint City Bucks                                          | 3-0                                                       | Chicago United                                            | Motown                                                    | 3-1                                                       | Milwaukee Bavarians                                       |
| 2020 | edizione non disputata a causa della pandemia di COVID-19 | edizione non disputata a causa della pandemia di COVID-19 | edizione non disputata a causa della pandemia di COVID-19 | edizione non disputata a causa della pandemia di COVID-19 | edizione non disputata a causa della pandemia di COVID-19 | edizione non disputata a causa della pandemia di COVID-19 |
| 2021 | edizione non disputata a causa della pandemia di COVID-19 | edizione non disputata a causa della pandemia di COVID-19 | edizione non disputata a causa della pandemia di COVID-19 | edizione non disputata a causa della pandemia di COVID-19 | edizione non disputata a causa della pandemia di COVID-19 | edizione non disputata a causa della pandemia di COVID-19 |
| 2022 | Flint City Bucks                                          | 2-1                                                       | Denton Diablos                                            | Lansdowne Yonkers                                         |                                                           | Houston Regals                                            |
| 2023 | West Chester United                                       | 4 (4)-4 (2)                                               | Ventura County Fusion                                     | Olympians                                                 |                                                           | Athletico Olanchano                                       |

### Titoli per squadra
| Squadra             | Titoli | Anno                   |
| ------------------- | ------ | ---------------------- |
| Flint City Bucks    | 4      | 2017, 2018, 2019, 2022 |
| Carolina Dynamo     | 1      | 2013                   |
| RWB Adria           | 1      | 2014                   |
| Chattanooga FC      | 1      | 2015                   |
| Chicago Fire U23    | 1      | 2016                   |
| West Chester United | 1      | 2023                   |